# 長辛店労働者クラブ
長辛店労働者クラブは中華民国時代に、中国共産党によって北京で組織された労働組合である。

## 歴史
長辛店鉄道労働組合（ちょうしんてつどう ろうどうくみあい）として、1921年5月1日に、中国共産党の初期の指導者であった李大釗が張国燾と鄧中夏を派遣して組織したもので、現在の北京市豊台区にあった労働者補習学校に本部を置いた。 その後、参加者の増加により、長辛店鉄道労働組合は1921年10月に長辛店労働者クラブとなり、現在の長辛店大街174番地の劉鉄舗に移転した。その他の主要な指導者には、史文彬、何孟雄などがいた。
1922年4月9日、京漢鉄道総工会の第一回準備会が開かれ、ピケ、調査団、講演団などが結成された。1922年8月のストライキでは、ここがストライキの司令塔となり、1923年の二・七ゼネストでは、ここがゼネストの司令塔となった。ゼネストの失敗後、長辛店労働者クラブは軍警察によって閉鎖された。

## 旧址
長辛店労働者クラブ史跡は北京市豊台区長辛店街区長辛店大街174号にあり、2013年に第7期国家重点文物保護単位に指定された。1979年8月、「二・七ゼネスト」史跡の一つとして北京市文物保護単位に指定された。
長辛店労働者クラブ史跡は小さな中庭となっており、建物内には門、両側の反転した部屋が 2 つ、上の部屋 (東の部屋) が 5 つ、北翼と南翼の 3 つの部屋で構成されている。